# Ancón de Sardinas
Ancón de Sardinas es un ancón o bahía del océano Pacífico, que se encuentra en la frontera entre Colombia, que queda al norte (departamento de Nariño), y Ecuador, que queda al sur (provincia de Esmeraldas). En este lugar arranca la delimitación marítima de la frontera entre Colombia y Ecuador, que consiste en un único tratado firmado el 23 de agosto de 1975 y, a partir de la intersección de la prolongación de la frontera terrestre y de la confluencia de las áreas territoriales de ambos países, se marca un punto medio en la bahía; desde aquí hasta el río Mataje, que desemboca en ella, se traza una línea que finiquita el límite.